# Село имени Магомеда Гаджиева
Имени Магомеда Гаджиева (варианты М.Гаджиева, клх. имени М.Гаджиева) — село в Кизлярском районе Дагестана. Входит в состав Крайновского сельсовета. Не имеет официального статуса.

## Географическое положение
Населённый пункт расположен в 5 км к западу от села Крайновка и в 50 км к северо-востоку от города Кизляр, на региональной трассе Кизляр-Крайновка.

## История
Образовано как кутан колхоза имени М.Гаджиева Гунибского района.